# Estado cliente
Un Estado cliente es un Estado controlado a nivel económico, político o militar por otro estado más poderoso en asuntos internacionales. El tipo de relación es una relación bilateral normalmente benéfica, y con obligaciones mutuas, pero diferentes.
A lo largo de la historia, muchos países han practicado el clientelismo frente a países cuya subordinación podían asegurar sin tener que asumir el costo. Los tipos de estados clientes incluyen: Estado satélite, Estado asociado, Estado títere, neocolonia, protectorado, Estado vasallo y Estado tributario.

## Ejemplos
- Persia y las ciudades-estado griegas practicaban el clientelismo con estados menos poderosos, como Atenas con la Liga de Delos o Esparta con la Liga del Peloponeso. Posteriormente, Filipo II de Macedonia impuso la Liga de Corinto.

- La República romana creó una gran cantidad de estados clientes que luego fueron absorbidos por el Imperio.[2][3]

- Corea (bajo la dinastía Koryo o Goryeo) fue un estado cliente del Imperio mongol en el siglo XIII, y de Japón a finales del siglo XIX y principios del siglo XX.

- El Imperio otomano tenía una serie de estados vasallos o estados tributarios, por lo general localizados en la periferia del imperio, que estaban bajo soberanía del gobierno imperial, pero sobre los que no ejercía el control directo por diversas razones. Algunos de estos estados sirvieron como Estados tapón.

- Francia, después de la Revolución, favoreció el surgimiento de "repúblicas hermanas" en Italia, Suiza, Bélgica y los Países Bajos, las cuales se convirtieron en estados clientes durante el imperio. Una suerte similar enfrentaron España y dos estados creados por Napoleón: el Gran Ducado de Varsovia y la Confederación del Rin.

- Los estados principescos de la India eran entidades nominalmente soberanas de la India británica que no eran gobernadas en forma directa por los británicos, sino por gobernantes nativos bajo un esquema de gobierno indirecto,[4] sujeto a una alianza subsidiaria y la suzeranía de la Corona Británica.

- Durante la Segunda Guerra Mundial, Francia se convirtió, bajo el gobierno de Vichy, en un estado cliente de la Alemania nazi. Los nazis también establecieron estados cliente en sus territorios conquistados en el este, como la República Eslovaca, el Estado Independiente de Croacia y el Gobierno de Salvación Nacional de Serbia.

- Françafrique es el nombre con el que se conoce la relación de Francia con sus antiguas colonias africanas,[5] a veces extendida a las antiguas colonias belgas. En la actualidad el término es utilizado en algunas ocasiones para criticar la presunta relación neocolonial entre Francia y sus antiguas colonias africanas. Los países involucrados proveen petróleo y minerales importantes para la economía francesa. Además, compañías francesas tienen intereses comerciales en varios países del continente. Por si fuera poco, los países francófonos de África ayudan a sostener la imagen de Francia como potencia mundial, al brindarle votos de apoyo a las iniciativas francesas en la ONU.[6]

- Durante la Guerra Fría, el término "estado cliente" usualmente caracterizó a países gobernados por dictaduras o regímenes autoritarios apoyados por Estados Unidos o la Unión Soviética. Cada superpotencia tenía influencia en las decisiones políticas. Ejemplos de estados cliente de Estados Unidos en ese periodo: Guatemala, El Salvador, Nicaragua bajo Somoza, Cuba bajo Batista, Chile bajo Pinochet, Vietnam del Sur, Indonesia bajo Suharto, Irán bajo el sah Mohamed Reza Pahleví, Camboya bajo Lon Nol, Filipinas bajo Ferdinand Marcos y Arabia Saudita. Ejemplos de estados cliente de la Unión Soviética en ese periodo: los países del Pacto de Varsovia, Cuba bajo Fidel Castro, Angola, Mozambique, Afganistán y Vietnam.

- Corea del Norte a veces se ha visto como un estado cliente de China desde el colapso de la Unión Soviética en 1991.[7]

- Algunas fuentes consideran que el pequeño país de Nauru, en la isla del Pacífico, es un estado cliente de Australia, ya que depende en gran medida del apoyo económico de Australia, utiliza la moneda y los procesos de Australia y alberga llegadas no autorizadas de solicitantes de asilo a Australia en virtud de la Solución Pacífico.[8] En una columna publicada en el periódico británico The Guardian, Ben Doherty escribió que "Nauru es un estado cliente en todos los sentidos, funcionando solo por su vecino rico. Pero su dependencia de la generosidad australiana hace que su gobierno dependa totalmente de los intereses del benefactor, incluso a expensas de su propia gente" y describió a Nauru como un "pequeño y empobrecido estado cliente en el medio del Pacífico".[9]